# ヒメハジロ
ヒメハジロ(姫羽白、学名：Bucephala albeola）は、カモ目カモ科に分類される鳥類の一種である。

## 分布
北アメリカ北部で繁殖し、冬季はアラスカ南部からアメリカ西部、南部に渡り越冬する。
日本では、まれな冬鳥として少数が渡来することがあり、北海道や岩手県、茨城県で記録されている。

## 形態
全長32-39cm。翼開長54-61cm。日本に渡来した海ガモ類では、最小の種である。
雄成鳥の頭部は黒色で、光の具合によって緑色や青色、紫色の光沢が混じって見える。眼の後ろから後頭部にかけては白色。背中と外側肩羽は黒色で、胸から下尾筒にかけては白色である。雌成鳥は、頭部が黒褐色で、頬に楕円の白斑がある。頸、胸、背中は黒褐色で、体の下面は灰褐色。
嘴は灰青色で、足は白みがかった桃色。

## 生態
越冬時は、内湾、河口、大きな湖沼などに生息する。繁殖期は主に淡水域の湖沼や池の周囲に生息する。繁殖期に雄は、頭の羽毛をふくらましたり、頭を背に倒したりする求愛ディスプレイを行う。
食性は主に動物食。水中に潜って甲殻類や軟体動物を捕食する。小さく「ガァ」「グルル」というふうに鳴く。日本ではまれな迷鳥なので、鳴き声を聞く機会は殆ど無い。
繁殖形態は卵生。水辺近くの樹洞に営巣し、巣は繰り返し使用する。1腹8-9個の卵を産み、抱卵日数は30日である。

## 画像

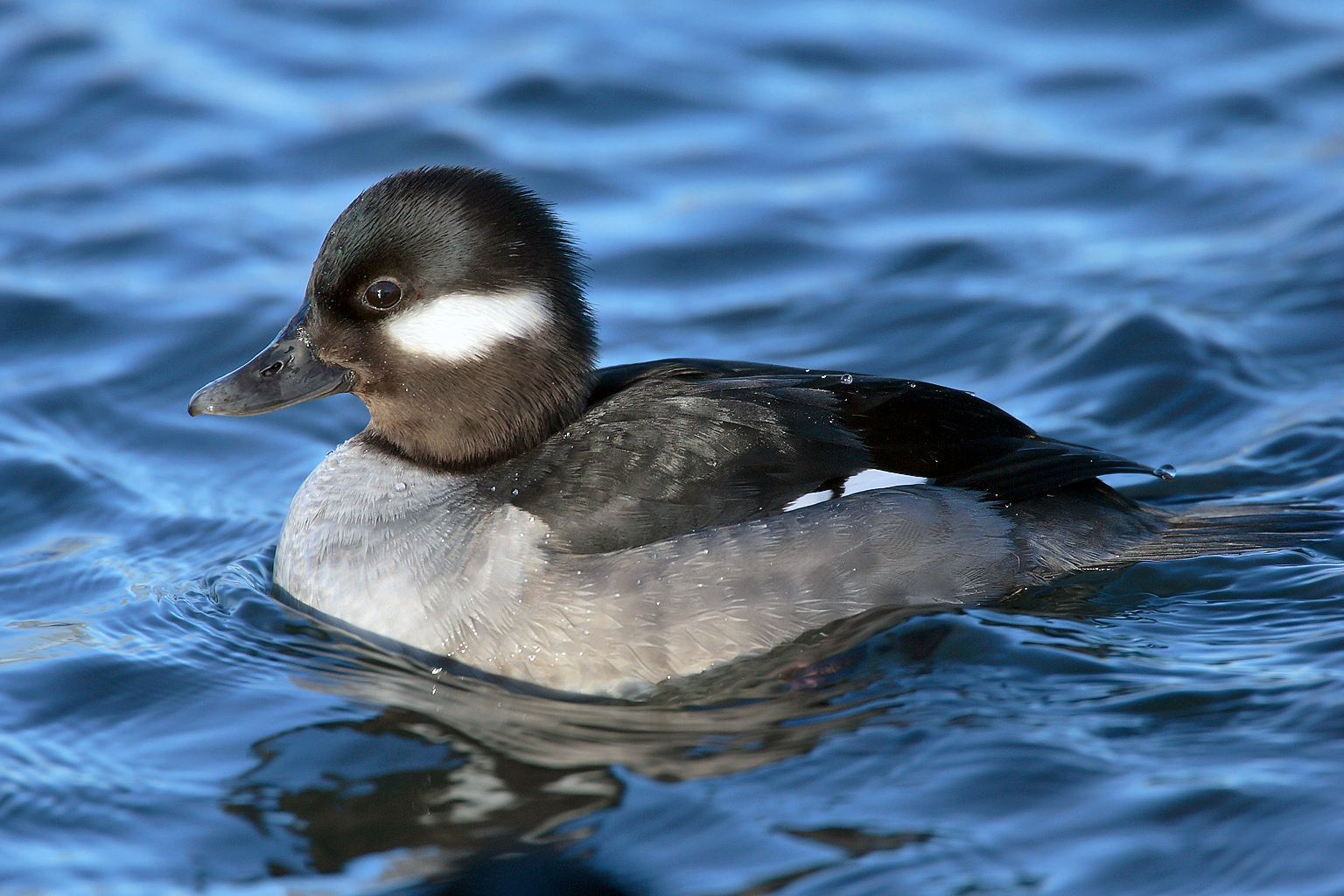
ヒメハジロのメス
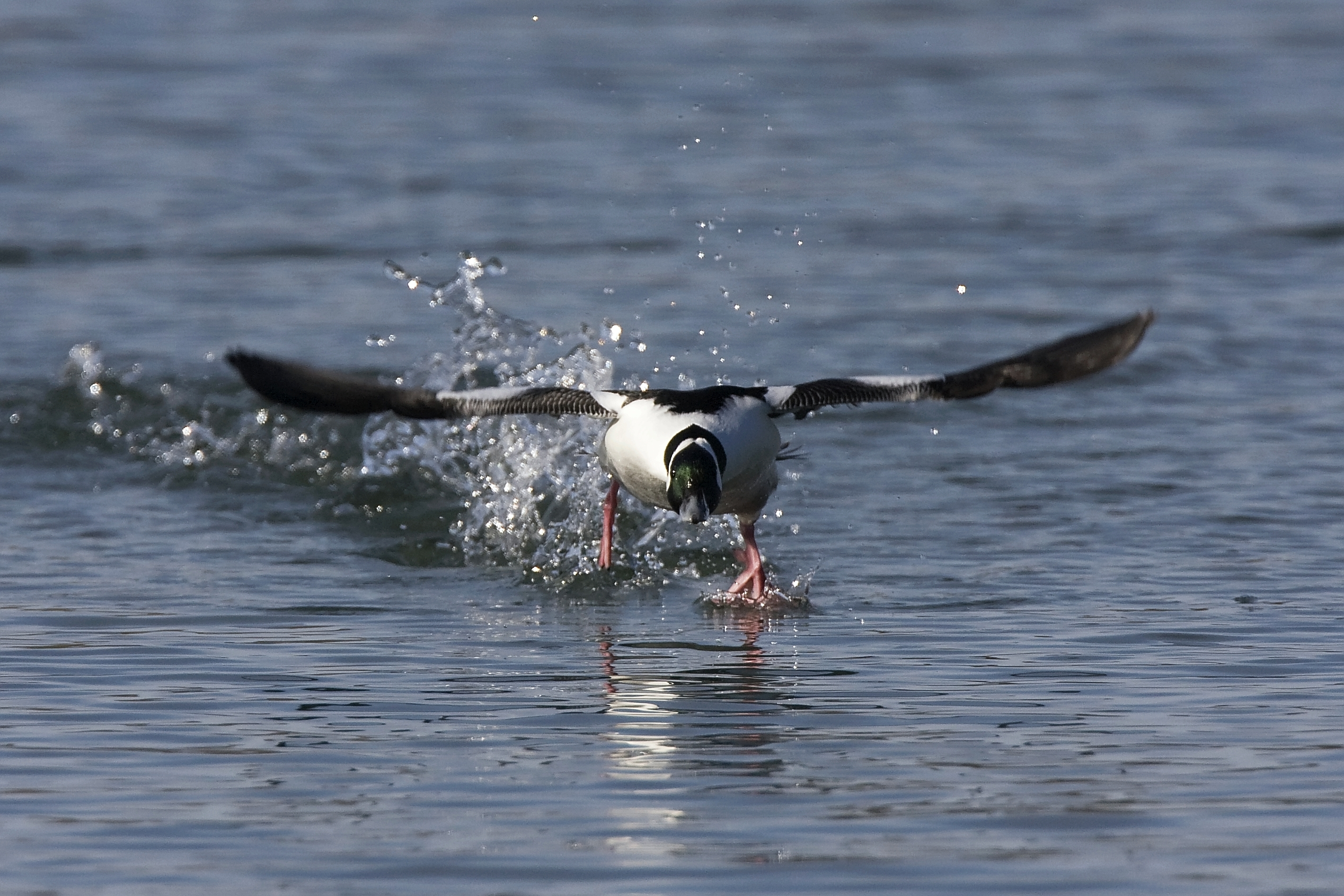
飛び立とうとしているヒメハジロのオス
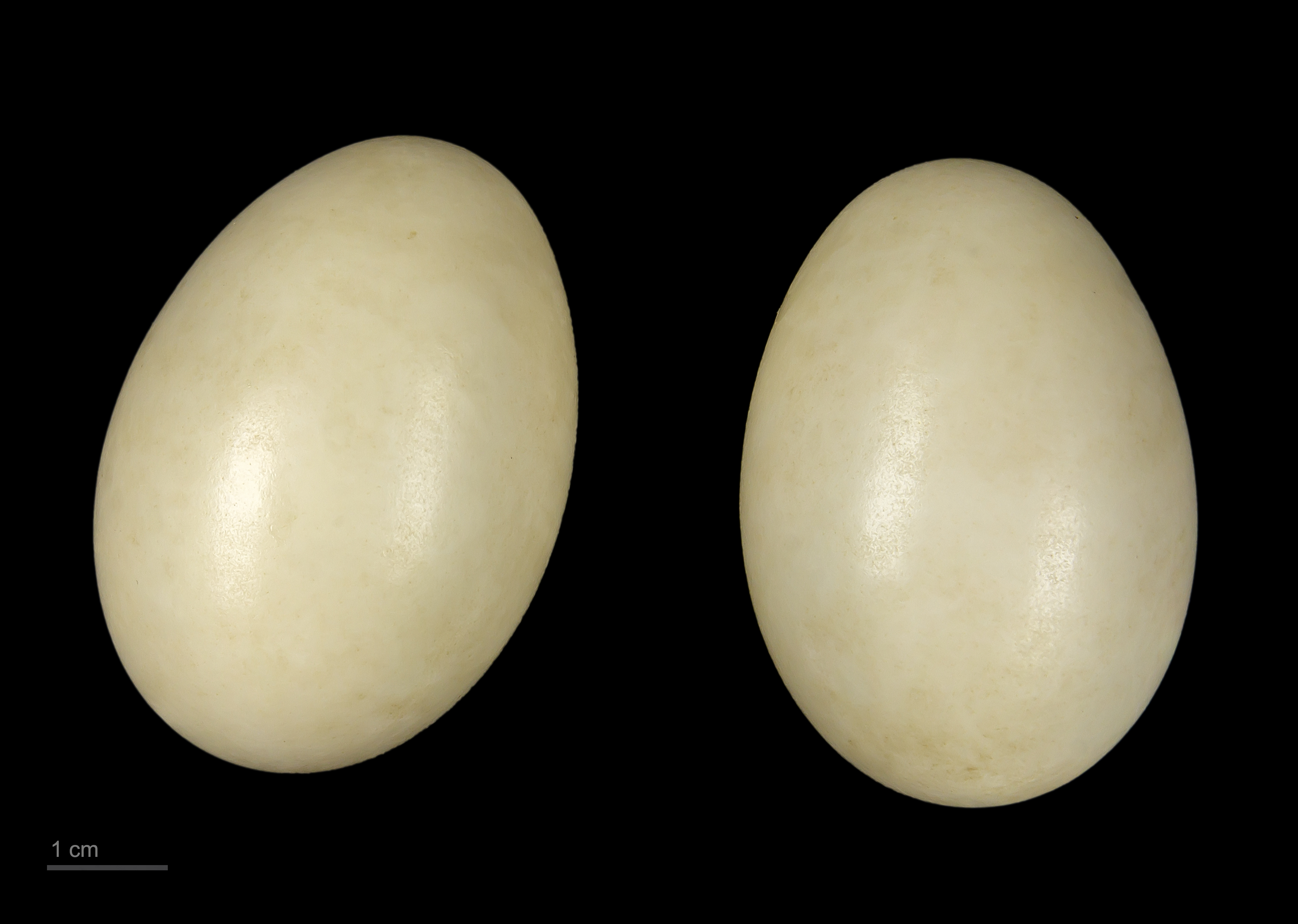
Museum specimen